# Nguyễn Công Hoan
Nguyễn Công Hoan est un écrivain vietnamien né le 6 mars 1903 dans un village du district de Van Giang, dans l'actuelle province de Hưng Yên (à l'époque dans la province de Bac Ninh, de l'Union indochinoise) et mort le 6 juin 1977 à Hanoï (République socialiste du Viêt Nam).

## Biographie
Il termine ses études en 1926 et fait paraître ses premières nouvelles dans les journaux  entre 1928 et 1931, puis régulièrement jusqu'en 1941. Au début ses nouvelles humoristiques traitent de la vie villageoise, puis au fil du temps décrivent la vie urbaine.
Après la révolution d'Août, il devient directeur de la censure de la presse du Nord Viêt Nam et directeur du département de la propagande du Tonkin. Ensuite, il rejoint la Garde nationale armée. Il était membre du parti communiste vietnamien depuis 1948.

## Hommages
- Une rue de Hanoï a été baptisée de son nom
- Prix Hô-Chi-Minh de littérature à titre posthume en 1996

## Quelques œuvres
- Le Chef de canton a perdu ses chaussures, 1933
- Le Clown Tu Bien,
- Thanh ? Oui, à votre service, 1935
- Le Pouvoir des patrons, 1937
- Le Billet de cent piastres, 1939
- L'Homme-cheval et la Femme chevauchée